# Nardia grollei
Nardia grollei là một loài Rêu trong họ Jungermanniaceae. Loài này được Váňa & D.G.Long mô tả khoa học đầu tiên năm 2009.